# Jake Wesley Rogers
Jake Wesley Rogers (Springfield, Misuri, 19 de diciembre de 1996) es un cantante y compositor estadounidense.

## Biografía y carrera musical
Rogers creció en Ozark, Missouri, donde aprendió a tocar la guitarra a los 6 años y comenzó a tocar el piano y a entrenar la voz a los 12 años. Rogers comenzó a actuar en producciones teatrales en quinto grado y poco después a escribir canciones. De joven asistió a conciertos formativos de artistas como Lady Gaga y Nelly Furtado. Rogers se declaró gay en sexto grado y, aunque su familia lo apoyó, sintió que tenía que ocultar su orientación debido al clima cultural de su ciudad natal.
Rogers se mudó a Nashville a los 18 años para estudiar composición de canciones en la Universidad de Belmont. En su primer año, la presentación en vivo de Rogers atrajo el interés de Sony/ATV, lo que resultó en un acuerdo editorial. Rogers se graduó en 2018.

### 2016-2020: Carrera temprana
Rogers comenzó a lanzar música de forma independiente en 2016, lo que lo llevó a su EP debut Evergreen en junio de 2017. Después de lanzar sus siguientes dos sencillos "Jacob from the Bible" y "Little Queen" en febrero y marzo de 2019 respectivamente, Rogers lanzó su segundo EP Espiritual en abril. 2019, seguido de una gira europea y una actuación en BBC Radio 4 ese otoño.
En noviembre de 2020, Rogers apareció en el Happiest Season banda sonora producido por Justin Tranter, junto con una lista de otros LGBTQ compositores y artistas.

### 2021-presente: Firma de Warner Records
En mayo de 2021, se reveló que Rogers había firmado con Warner Records a través del sello Facet Records de Tranter. El manager de Rogers, Lucas Canzona, llamó la atención de Tranter en 2019 con un correo electrónico que destacaba una presentación en vivo del sencillo "Jacob from the Bible" de Rogers. Tranter llamó la atención de Rogers al director ejecutivo y copresidente de Warner Records, Aaron Bay-Schuck, quien quedó "cautivado" por la actuación en vivo de Rogers, y los dos firmaron a Rogers a fines de 2020. Rogers lanzó su sencillo debut en un sello importante "Middle of Love" junto con el anuncio. El sencillo, que fue coescrito con Tranter y Eren Cannata, es la primera oferta del próximo EP de Rogers para 2021. Rogers lanzó su próximo sencillo "Momentary" en junio de 2020. Rogers hizo su debut televisivo el 5 de octubre de 2021 en The Late Late Show with James Corden (temporada 7, episodio 17), interpretando la canción "Middle of Love". Rogers aparecerá como acto de apertura en el Reverie Tour de Ben Platt en septiembre y octubre de 2022. Rogers también aparecerá como acto de apertura en Tour Viva Las Vengeance de Panic! at the Disco en septiembre y octubre de 2022.

## Discografía

### EP
| Título    | Álbum |
| --------- | --- |
| Evergreen | - Lanzamiento: 16 de junio de 2017 - Formatos: descarga digital, streaming - Discográfica: Autoeditado                    |
| Spiritual | - Lanzamiento: 5 de abril de 2019 - Formatos: descarga digital, streaming - Discográfica: Autoeditado                     |
| Pluto     | - Lanzamiento: 1 de octubre de 2021 - Formatos: descarga digital, streaming - Discográfica: Facet Records/Warner Records  |
| LOVE      | - Lanzamiento: 21 de octubre de 2022 - Formatos: descarga digital, streaming - Discográfica: Facet Records/Warner Records |

### Sencillos
| Título                  | Año  | Álbum     |
| ----------------------- | ---- | --------- |
| "You Should Know"       | 2017 | Evergreen |
| "Jacob From the Bible"  | 2019 | Spiritual |
| "Little Queen"          | 2019 | Spiritual |
| "Middle of Love"        | 2021 | Pluto     |
| "Momentary"             | 2021 | Pluto     |
| "Weddings and Funerals" | 2021 | Pluto     |